# Макарова, Софья Марковна
Со́фья Ма́рковна Мака́рова (до замужества — Веприцкая; 6 (18) января 1834, г. Белосток Гродненской губернии — 10 (22) августа 1887, станция Новая Кирка, Финляндия, похоронена в Санкт-Петербурге) — детская писательница, учительница Санкт-Петербургских городских школ. Жена Н. И. Макарова.
С 1870 года Софья Макарова поместила в детском журнале «Семейные вечера» ряд рассказов для детей.
С 1878 года редактировала «Задушевное слово», сотрудничая и в других детских журналах.
С 1877 года, когда начальные училища Санкт-Петербурга перешли в ведение городского управления, Макарова С. М. состояла учительницей в одной из городских школ, с увлечением предаваясь этому делу и заботясь о детях и по окончании ими курса.
В «Отечествоведении» Дмитрия Семёнова Софье Макаровой принадлежат статьи: «Петербург», «Москва», «Нижний Новгород» (т. V).